# Clembuterol
El clembuterol es un fármaco simpaticomimético indicado para el tratamiento de enfermedades respiratorias por su efecto broncodilatador. En personas que padecen de desórdenes respiratorios como asma se emplea como medicamento para facilitarles la respiración. Se le encuentra comúnmente como hidrocloruro de clembuterol. El uso actual del clembuterol en humanos es limitado a causa de su vida media prolongada. Sin embargo, debido a sus notables efectos anabolizantes se utilizaba para acelerar el desarrollo del ganado vacuno y como agente dopante en diferentes disciplinas deportivas.

## Historia
En 1965, se demostró que animales alimentados con clembuterol, aumentaban la masa muscular y disminuían el tejido graso, junto con aminorar la ingesta oral. Estos efectos son similares a los producidos por otros beta-adrenérgicos como el climaterol, ractopamina o salbutamol.
El clembuterol tiene un polémico estado legal como medicamento en varios países. Debido a estudios contradictorios respecto a sus efectos a largo plazo y su posible relación con problemas cardíacos, se ha prohibido el clembuterol para uso humano, y se ha restringido a un uso exclusivo en animales en varios países, si bien está permitido en otros y se utiliza para tratar el asma y problemas respiratorios. Varios organismos deportivos a nivel mundial también lo consideran una sustancia dopante.

## Farmacología
Es un fenilaminoetanol con propiedades adrenérgicas. Es un simpaticomimético con propiedades selectivas B2 estimulantes y con un mínimo efecto B1 o alfa. Posee algunas similitudes estructurales y farmacológicas con la epinefrina y el salbutamol; pero sus efectos son más potentes y de mayor duración como estimulante y droga termogénica. Produce un aumento de la capacidad aeróbica, la estimulación del sistema nervioso central, y un incremento en la presión arterial y el transporte de oxígeno.
En humanos los efectos del clembuterol por vía oral aparecen al cabo de 30 minutos, siendo máxima a las 2 horas; la eliminación ocurre principalmente por vía renal con una semivida de 25 a 35 horas.

## Uso clínico
El clembuterol se usa para tratar enfermedades de tipo asmático en humanos, pero ciertos países no aprueban su uso, como por ejemplo EE. UU. y el Reino Unido; esto se debe en parte a que posee una vida media muy larga (35 horas en algunos casos), lo que provoca problemas a la hora de ajustar las dosis. Por lo tanto es un fármaco poco usado como broncodilatador, siendo más usados otros betaadrenérgicos de vida media más corta como la terbutalina o el salbutamol; en países como México el clembuterol (bajo el nombre de genérico de clembuterol) se vende en forma aislada o combinada con un mucolítico.

### Efectos secundarios
Los efectos adversos corresponden a los esperables en cualquier agonista adrenérgico, los cuales incluyen principalmente signos y síntomas cardiovasculares como palpitaciones, incremento en la presión arterial; efectos sobre el metabolismo como incremento de la temperatura corporal; manifestaciones neurológicas como nerviosismo, inquietud, sudoración, temblor, boca seca, visión borrosa, calambres, y en otros sistemas como alteración de la libido, aumento del apetito y náuseas.

#### Efectos secundarios a largo plazo
Los estudios en animales sugieren que el clembuterol aumenta el tamaño de las células musculares del corazón. Debido al aumento a su vez del colágeno. Este material no elástico reduce la eficacia del corazón para bombear sangre. Además el colágeno interfiere con las señales eléctricas enviadas a través de las células del músculo cardíaco y puede producir arritmias, o latidos del corazón irregulares, que es un riesgo para sufrir infartos cerebrales o ictus. Otros estudios en roedores revelan que el uso del clembuterol a largo plazo degenera las células del corazón y puede producir un agrandamiento de la arteria aorta y muerte súbita.
Posible hipertrofia cardiaca ya que el clembuterol también se dirige a la fibra cardiaca y la fibra muscular lisa. Se ha registrado necrosis del músculo cardiaco en estudios sobre animales. Teniendo en cuenta los mencionados efectos secundarios, es evidente que cualquier persona con problemas cardiacos y/o hipertensión no debería utilizar un estimulante como Clembuterol; aquellas personas que ya estén utilizando compuestos similares en el tratamiento de problemas médicos deberían actuar con cautela. Además, existe muy poca información concluyente sobre los efectos cardiacos de dosis superiores a las fisiológicas en humanos.

#### El clembuterol para adelgazar
Uno de los efectos del clembuterol es que hace que se pierda grasa y aumente el músculo. El clembuterol ya lo usaban algunos culturistas para lograr acelerar el metabolismo, perder peso y ganar masa muscular.

## Uso como sustancia dopante
Aparte de su efecto broncodilatador, desde hace décadas se conocen las propiedades anabolizantes del clembuterol que propician su uso como dopante. En modelos animales causa un aumento significativo en la masa muscular y disminuye el espesor del tejido graso, este efecto parece estar relacionado con el efecto sobre el receptor beta 2, aunque se logra a dosis mucho menores que medicamentos relacionados como el salbutamol. En cambio, los efectos en el cuerpo humano son distintos, debido a la poquísima cantidad de receptores beta-2 que tiene. En algunas disciplinas deportivas se usa esta sustancia para ayudar a conseguir una rápida pérdida de peso, ya que el clembuterol es un estimulante del sistema nervioso central que consigue elevar el metabolismo basal, con lo cual la temperatura corporal se eleva ligeramente propiciando la quema de grasas (entre otros factores). Además tiene unas potentes propiedades anticatabólicas que impiden la pérdida de tejido muscular magro, con lo cual su uso en etapas de definición es prácticamente obligado dentro del culturismo. No obstante, hay consumidores que son incapaces de completar el protocolo en pirámide de 14 días, ya que los efectos secundarios inmediatos afectan espectacularmente a algunos individuos (sudoración, temblores, presión arterial, dolores de cabeza, insomnio, etc). El clembuterol fue muy usado por los velocistas a finales de los años 80 debido a que es un fuerte estimulante y broncodilatador, pero en la actualidad prefieren otras sustancias menos detectables en el organismo susceptibles de ser encontrados en un análisis aun mucho tiempo después. Entre los casos más conocidos sobre el uso del medicamento como dopante se encuentra la suspensión por dos años y el despojo del título de Campeón del Tour de Francia 2010 al ciclista español Alberto Contador. La polémica relacionada con el evento se llamó Caso Contador.

### Indicaciones
Su uso en humanos y animales corresponde a:
- Asma bronquial
- Enfermedad pulmonar obstructiva crónica.

## Uso en veterinaria
El clembuterol es empleado mundialmente en el tratamiento de alergias de caballos como broncodilatador. El nombre comercial comúnmente empleado es Ventipulmin. Puede ser administrado por vía oral o intravenosa. Su propiedad de ganar peso, hace que su empleo sea ilegal en la ganadería. Es decir es anabolizante que hace engordar en forma artificial el ganado.
Los residuos de clembuterol pueden afectar a las funciones de pulmones y corazón en seres humanos, que ingieren carne o hígado de animales, a los que les ha sido administrado clembuterol. Esto se debe a que la ingesta de carne contaminada puede exceder fácilmente las dosis médicas habituales para seres humanos, que rondan los 40 o 60 microgramos al día, y que no deben exceder de 150 microgramos.